# HD 100825
HD 100825 (C2 Centauri) é uma estrela na constelação de Centaurus. Tem uma magnitude aparente visual de 5,25, sendo visível a olho nu em locais com pouca poluição luminosa. Com base em medições de paralaxe, está localizada a aproximadamente 188 anos-luz (57,5 parsecs) da Terra.
Esta é uma estrela de classe A ou F da sequência principal que já foi classificada com um tipo espectral de F0V ou A7m, com a notação 'm' indicando que é uma estrela com linhas metálicas (estrela Am). Tem uma massa próxima de 1,6 vezes a massa solar e uma idade mais provável na faixa de 0,4 a 1,1 bilhões de anos. Seu raio foi calculado diretamente a partir de um raio angular de 0,213 milissegundos de arco, sendo equivalente a 2,66 vezes o raio solar. Está irradiando de sua fotosfera 23 vezes a luminosidade solar a uma temperatura efetiva de 7 750 K. Não possui estrelas companheiras conhecidas.